# Culicoides subimmaculatus
Culicoides subimmaculatus är en tvåvingeart som beskrevs av Lee och Reye 1953. Culicoides subimmaculatus ingår i släktet Culicoides och familjen svidknott. Inga underarter finns listade i Catalogue of Life.